# 스코틀랜드솔잣새
스코틀랜드솔잣새(Loxia scotica)는 참새목 되새과의 솔잣새속에 속하는 새이다. 스코틀랜드의 칼레도니아 숲에서만 서식하며, 브리튼 제도에만 유일하게 살고 있는 조류로 간주되고 있다. 스코틀랜드 솔잣새는 2006년 8월 특유의 울음 소리를 기준으로 희귀종 등록이 요구되었다.

## 역사
영국 조류학자 협회는 1980년 처음으로 스코틀랜드솔잣새를 특이종으로 분류하였다. 왕실조류보호협회를 비롯한 많은 조류학자들은 이 의견에 대해 부정적인 반응을 나타내었다. 이 의견을 정식으로 받아들이기에는 과학적인 조사가 충분히 이루어지지 않았다고 믿었기 때문이다.
많은 조류학자들은 스코틀랜드솔잣새를 보통의 솔잣새, 혹은 앵무솔잣새의 한 종으로 생각하였다. 이 두 종의 솔잣새 또한 칼레도니아 숲에 서식하였다.
새들이 서로를 확인하기 위해 사용하는 것이 정확히 무엇인지 알아내기 위해, 왕실조류보호협회의 회원들은 솔잣새 세 종의 울음 소리를 조사하였고, 스코틀랜드솔잣새가 다른 솔잣새와는 다른 비행과 특이한 울음소리를 낸다는 것을 확인하였다. 이로써 "스코틀랜드솔잣새"의 종이 확립되었다.